# Cicadulina arachidis
Cicadulina arachidis är en insektsart som beskrevs av William Edward China 1928. Cicadulina arachidis ingår i släktet Cicadulina och familjen dvärgstritar. Inga underarter finns listade i Catalogue of Life.